# Harley Bird
Harley Bird (* 13. Dezember 2001 in Rochdale als Harley Fiona Riley) ist eine britische Schauspielerin und Synchronsprecherin.

## Leben und Karriere
Bird wurde am 13. Dezember 2001 in Rochdale geboren. Sie besuchte die  attended Tring Park School for the Performing Arts. 2007 bekam sie die Synchronsprecherrolle der Peppa in der Zeichentrickserie Peppa Wutz. Sie ersetzte die vorherigen Schauspielerinnen Lily Snowden-Fine und Cecily Bloom. Anschließend bekam sie 2013 in dem Film How I Live Now eine Hauptrolle.
Unter anderem trat sie 2014 in einer Episode in Doctor Who auf. Außerdem wurde Bird 2017 für die Serie So Sammy gecastet. 2024 spielte sie in dem Film Back to Black mit.

## Filmografie
Filme
- 2013: How I Live Now
- 2024: Back to Black

Serien
- 2007–2020: Peppa Wutz
- 2010–2014: Hailey and Friends
- 2014: Doctor Who
- 2017: So Sammy